# Woodmancote (Horsham)
Woodmancote ist ein Dorf und Civil Parish im Horsham District von West Sussex, England. Es befindet sich 1,5 Kilometer südöstlich von Henfield an der Straße A281. Es sollte nicht verwechselt werden mit dem anderen Dorf in West Sussex, welches ebenfalls Woodmancote heißt und sich nahe Chichester befindet.
Die verstreute Ansiedlung hat keinen Dorfkern, aber sie schließt den Weiler von Blackstone ein. Die anglikanische Pfarrkirche St. Peter’s, die als Einzelgebäude an der A281 steht, ist nicht weit entfernt vom Woodmancote Place, einem großen Haus, das als Country Club dient. Der erste Kirchenbau ist für das 13. Jahrhundert datiert, nach einer Zerstörung wurde die Kirche im Jahr 1868 wieder aufgebaut. Dort befinden sich eine Kirchenhalle und ein öffentliches Haus, das Wheatsheaf in Wheatsheaf Lane.
Das Parish wurde erstmals im Domesday Book aus dem Jahr 1086 als Odemancote erwähnt. Zwei der Lewes-Märtyrer, die bei den Verfolgungen der Protestanten durch Maria I. von England 1556 auf dem Scheiterhaufen verbrannt wurden, hießen Thomas Harland and John Oswald. Beide stammen aus dem Ort.
Das Parish hat eine Fläche von 849 Hektar. Im United Kingdom Census 2001 wurden 478 Einwohner gezählt, die in 189 Haushalten lebten. 248 Einwohner gingen einer wirtschaftlichen Beschäftigung nach.